# Пам'ятки архітектури національного значення Івано-Франківської області
Пам'ятки містобудування і архітектури України в Івано-Франківській області, внесені до Державного реєстру нерухомих пам'яток України.
| №                                      | Найменування пам'ятки                                                      | Світлина                           | Датування                 | Місцезнаходження                          | Охоронний номер і номер у комплексі |
| місто Івано-Франківськ                 |                                                                            |                                    |                           |                                           |                                     |
| 1                                      | Колегіальний костел Пресвятої Діви Марії (Станіславівська колегіата)       |                                    | 1672-1703 р.              | Майдан Шептицького, 8                     | 230                                 |
| 2                                      | Колегія єзуїтів                                                            |                                    | 1744 р.                   | Майдан Шептицького, 21                    | 231                                 |
| 3                                      | Вірменський костел                                                         |                                    | 1762 р.                   | вул. Вірменська, 6                        | 232                                 |
| 4                                      | Костел Єзуїтів (Собор Святого Воскресіння)                                 |                                    | 1753-1763 р.              | Майдан Шептицького, 22                    | 1136                                |
| 5                                      | Пивоварний завод                                                           |                                    | 1767 р.                   | вул. Новгородська, 49,28                  | 1137                                |
| Богородчанський район смт. Богородчани |                                                                            |                                    |                           |                                           |                                     |
| 6                                      | Домініканський монастир                                                    | Домініканський монастир            | 1742-1762 рр.             | вул. Шевченка, 61                         | 234/0                               |
| 7                                      | Костел                                                                     |                                    | 1745 р.                   | вул. Шевченка, 61                         | 234/1                               |
| 8                                      | Палати духовенства і келії                                                 |                                    | 1761 р.                   | вул. Шевченка, 61                         | 234/2                               |
| 9                                      | Мур з брамою                                                               |                                    | 1762 р.                   | вул. Шевченка, 61                         | 234/3                               |
| 10                                     | Манявський скит                                                            |                                    | 1611-1690 рр.             | с. Манява                                 | 239/0                               |
| 11                                     | Надбрамна башта                                                            |                                    | 1690-ті рр.               | с. Манява                                 | 239/1                               |
| 12                                     | Скарбниця                                                                  |                                    | 1680-ті рр.               | с. Манява                                 | 239/2                               |
| 13                                     | Оборонна башта і мури                                                      |                                    | 1680-ті рр.               | с. Манява                                 | 239/З                               |
| 14                                     | Трапезна                                                                   |                                    | 1680-ті рр.               | с. Манява                                 | 239/4                               |
| 15                                     | Підмурки Воздвиженської церкви                                             |                                    | 1681 р.                   | с. Манява                                 | 239/5                               |
| 16                                     | Церква Різдва Христового (дер.)                                            |                                    | 1832 р.                   | с. Підгір'я                               | 1141/1                              |
| 17                                     | Дзвіниця церкви Різдва Христового (дер.)                                   |                                    | 1832 р.                   | с. Підгір'я                               | 1141/2                              |
| Верховинський район                    |                                                                            |                                    |                           |                                           |                                     |
| 18                                     | Церква св. Миколая (дер.)                                                  |                                    | 1867 р.                   | с. Барвінків                              | 1143                                |
| 19                                     | Церква Покрову Пресвятої Діви Марії (дер.)                                 |                                    | 1849 р.                   | с. Білоберізка                            | 1142/1                              |
| 20                                     | Дзвіниця церкви Покрову Пресвятої Діви Марії (дер.)                        |                                    | 1849 р.                   | с. Білоберізка                            | 1142/2                              |
| 21                                     | Церква Успіння Св. Анни (дер.)                                             |                                    | 1872 р.                   | с. Бистрець                               | 1144/1                              |
| 22                                     | Дзвіниця церкви Успіння Св. Анни (дер.)                                    |                                    | 1872 р.                   | с. Бистрець                               | 1144/2                              |
| 23                                     | Церква Пресвятої Трійці (дер.)                                             |                                    | 1882 р.                   | с. Верхній Ясенів                         | 1145/1                              |
| 24                                     | Дзвіниця церкви Пресвятої Трійці (дер.)                                    |                                    | 1917-1924 рр.             | с. Верхній Ясенів                         | 1145/2                              |
| 25                                     | Церква Усікновіння голови Іоана Хрестителя (Предтечі) (дер.)               |                                    | 1846 р.                   | с. Зелене                                 | 1147/1                              |
| 26                                     | Дзвіниця церкви Усікновіння голови Іоана Хрестителя (Предтечі) (дер.)      |                                    | 1846 р.                   | с. Зелене                                 | 1147/2                              |
| 27                                     | Церква св. Апостолів Петра і Павла (дер.)                                  |                                    | 1843 р.                   | с. Красноїлля                             | 1148/1                              |
| 28                                     | Дзвіниця церкви св. Апостолів Петра і Павла (дер.)                         |                                    | 1843 р.                   | с. Красноїлля                             | 1148/2                              |
| 29                                     | Церква Різдва Пресвятої Богородиці (дер.)                                  |                                    | 1818 р.                   | с. Криворівня                             | 1149/1                              |
| 30                                     | Дзвіниця церкви Різдва Пресвятої Богородиці (дер.)                         |                                    | 1818 р.                   | с. Криворівня                             | 1149/2                              |
| 31                                     | Церква Христа Царя (дер.)                                                  |                                    | 1930 р.                   | с. Устеріки                               | 1150                                |
| 32                                     | Церква св. Архистратига Михаїла (дер.)                                     |                                    | 1872 р.                   | с. Черемошна                              | 1151/1                              |
| 33                                     | Дзвіниця церкви св. Архистратига Михаїла (дер.)                            |                                    | 1872 р.                   | с. Черемошна                              | 1151/2                              |
| Галицький район м. Галич               |                                                                            |                                    |                           |                                           |                                     |
| 34                                     | Замок (руїни)                                                              |                                    | 1367-1658 рр.             | м. Галич, вул. Коновальця                 | 1152                                |
| 35                                     | Церква Різдва Христового                                                   |                                    | 13-15 ст.                 | м. Галич, майдан Різдва                   | 241                                 |
| 36                                     | Костел кармелітів                                                          |                                    | 1624 р.-18 ст.            | смт. Більшівці, вул. І. Франка, 7         | 1153                                |
| 37                                     | Церква Успіння Пресвятої Богородиці                                        |                                    | п. 16 ст.                 | с. Крилос                                 | 245                                 |
| 38                                     | Каплиця св. Василія Великого                                               |                                    | 1500 р.                   | с. Крилос                                 | 246                                 |
| 39                                     | Церква Святого Пантелеймона                                                |                                    | 1200 р.                   | с. Шевченкове                             | 248/1                               |
| 40                                     | Дзвіниця церкви св. Пантелеймона                                           |                                    | 1611 р.                   | с. Шевченкове                             | 248/2                               |
| Городенківський район                  |                                                                            |                                    |                           |                                           |                                     |
| 41                                     | Костел Непорочного Зачаття Пречистої Діви Марії                            |                                    | 1760 р.                   | м. Городенка, вул. Володимира Великого, 1 | 249/1                               |
| 42                                     | Келії костелу Непорочного Зачаття Пречистої Діви Марії                     |                                    | 1760 р.                   | м. Городенка, вул. Володимира Великого, 1 | 249/2                               |
| 43                                     | Башта замку                                                                |                                    | 1658 р.                   | с. Раковець                               | 1155                                |
| 44                                     | Домініканський костел                                                      |                                    | 1661 р.                   | смт. Чернелиця                            | 1154                                |
| 45                                     | Замок                                                                      |                                    | 17 ст.                    | смт. Чернелиця, вул. Л. Українки, 1       | 251                                 |
| Долинський район                       |                                                                            |                                    |                           |                                           |                                     |
| 46                                     | Солеварня                                                                  |                                    | 19 ст.                    | м. Долина, вул. Оболонська                | 1156                                |
| Коломийський район м. Коломия          |                                                                            |                                    |                           |                                           |                                     |
| 47                                     | Церква Благовіщення Пречистої Діви Марії                                   |                                    | 1587 р.                   | вул. Карпатська, 2                        | 233/1                               |
| 48                                     | Дзвіниця церкви Благовіщення Пречистої Діви Марії                          |                                    | 18 ст.                    | вул. Карпатська, 2                        | 233/2                               |
| 49                                     | Бернардинський монастир                                                    |                                    | 1723- 1735 рр.            | смт. Гвіздець                             | 250/0                               |
| 50                                     | Костел бернардинів                                                         |                                    | 1723-1735 рр.             | смт. Гвіздець                             | 250/1                               |
| 51                                     | Келії                                                                      |                                    | 18 ст.                    | смт. Гвіздець                             | 250/2                               |
| 52                                     | Надбрамна дзвіниця                                                         |                                    | 18 ст.                    | смт. Гвіздець                             | 250/З                               |
| Косівський район                       |                                                                            |                                    |                           |                                           |                                     |
| 53                                     | Церква св. Василія Великого (дер.)                                         |                                    | 1895 р.                   | м. Косів вул. Хмельницького, 78           | 1158/1                              |
| 54                                     | Дзвіниця церкви св. Василія Великого (дер.)                                |                                    | 1895 р.                   | м. Косів                                  | 1158/2                              |
| 55                                     | Церква Вознесіння Христового (дер.)                                        |                                    | 1896 р.                   | с. Бабин                                  | 1159/1                              |
| 56                                     | Дзвіниця церкви Вознесіння Христового                                      |                                    | 1896 р.                   | с. Бабин                                  | 1159/2                              |
| 57                                     | Церква Вознесіння Христового (дер.)                                        |                                    | 1786 р.                   | с. Брустурів                              | 1160/1                              |
| 58                                     | Дзвіниця церкви Вознесіння Христового (дер.)                               |                                    | 1786 р.                   | с. Брустурів                              | 1160/2                              |
| 59                                     | Церква Св. Дмитрія (дер.)                                                  |                                    | 1895 р.                   | с. Великий Рожин                          | 1161/1                              |
| 60                                     | Дзвіниця церкви Св. Дмитрія (дер.)                                         |                                    | 1895 р.                   | с. Великий Рожин                          | 1161/2                              |
| 61                                     | Церква Благовіщення Пречистої Діви Марії (дер.)                            |                                    | 1850 р.                   | с. Вербовець                              | 1162/1                              |
| 62                                     | Дзвіниця церкви Благовіщення Пречистої Діви Марії (дер.)                   |                                    | 1850 р.                   | с. Вербовець                              | 1162/2                              |
| 63                                     | Церква Св. Стефана (дер.)                                                  |                                    | 1866 р.                   | с. Город                                  | 1163/1                              |
| 64                                     | Дзвіниця церкви Св. Стефана (дер.)                                         |                                    | 1866 р.                   | с. Город                                  | 1163/2                              |
| 65                                     | Церква та дзвіниця (дер.) [Архівовано 9 листопада 2013 у Wayback Machine.] |                                    | ХІХ ст.                   | с. Космач                                 | 1165                                |
| 66                                     |                                                                            |                                    |                           |                                           |                                     |
| 67                                     | Церква Вознесіння Христового (дер.)                                        |                                    | 1844 р.                   | с. Люча                                   | 1166                                |
| 68                                     | Церква Архистратига Михайла (дер.)                                         |                                    | 19 ст.                    | с. Лючки                                  | 1167                                |
| 69                                     | Церква Собору Пресвятої Богородиці (дер.)                                  |                                    | 1889 р.                   | с. Прокурава                              | 1170/1                              |
| 70                                     | Дзвіниця церкви Собору Пресвятої Богородиці (дер.)                         |                                    | 1889 р.                   | с. Прокурава                              | 1170/2                              |
| 71                                     | Церква Благовіщення Пречистої Діви Марії (дер.)                            |                                    | 1600 р. реконстр. 1861 р. | с. Пістинь                                | 1171/1                              |
| 74                                     | Дзвіниця церкви Благовіщення Пречистої Діви Марії                          |                                    | к. 18 ст.                 | с. Пістинь                                | 1171/2                              |
| 77                                     | Церква Св. Василія Великого (дер.).                                        |                                    | 1896 р.                   | с. Річка                                  | 1172/1                              |
| 78                                     | Дзвіниця церкви Св. Василія Великого                                       |                                    | 1896 р.                   | с. Річка                                  | 1172/2                              |
| 79                                     | Церква Преображення Господнього (дер.)                                     |                                    | 1851 р.                   | с. Рожнів                                 | 1173/1                              |
| 80                                     | Дзвіниця церкви Преображення Господнього (дер.)                            |                                    | 1851 р.                   | с. Рожнів                                 | 1173/2                              |
| 81                                     | Церква Різдва Пресвятої Богородиці (дер.)                                  |                                    | 1868 р.                   | с. Рожнів                                 | 1175/1                              |
| 82                                     | Дзвіниця церкви Різдва Пресвятої Богородиці (дер.)                         |                                    | 1968 р.                   | с. Рожнів                                 | 1175/2                              |
| 83                                     | Церква Св.Якима та Анни (дер.)                                             |                                    | 1841 р.                   | с. Смодна                                 | 1176/1                              |
| 84                                     | Дзвіниця церкви св. Якима та Анни (дер.)                                   |                                    | 1773 р.                   | с. Смодна                                 | 1176/2                              |
| 85                                     | Церква св. Апостолів Петра і Павла (дер.)                                  |                                    | 19 ст.                    | с. Снідавка                               | 1178/1                              |
| 88                                     | Дзвіниця церкви Св. Апостолів Петра і Павла (дер.)                         |                                    | 19 ст.                    | с. Снідавка                               | 1178/2                              |
| 89                                     | Церква Зішестя Св. Духа (дер.)                                             |                                    | 1866 р.                   | с. Соколівка                              | 1179/1                              |
| 90                                     | Дзвіниця церкви Зішестя Св. Духа                                           |                                    | 1866 р.                   | с. Соколівка                              | 1179/2                              |
| 91                                     | Церква Преображення Господнього (Спаська церква) (дер.)                    |                                    | 1868 р.                   | с. Старі Кути                             | 1177/1                              |
| 92                                     | Дзвіниця Спаської церкви (дер.)                                            |                                    | 1881 р.                   | с. Старі Кути                             | 1177/2                              |
| 93                                     | Церква Зачаття Св. Іоана Хрестителя (дер.)                                 |                                    | 1821 р.                   | с. Черганівка                             | 1180/1                              |
| 94                                     | Дзвіниця церкви Св. Йоана                                                  |                                    | 1850р.                    | с. Черганівка                             | 1180/2                              |
| 95                                     | Церква Св. Параскеви (дер.)                                                |                                    | 1874 р.                   | с. Шешори                                 | 1181/1                              |
| 96                                     | Дзвіниця церкви Св. Параскеви (дер.)                                       |                                    | 1874 р.                   | с. Шешори                                 | 1181/2                              |
| 97                                     | Церква Різдва Пресвятої Богородиці (дер.)                                  |                                    | 1926 р.                   | с. Яворів                                 | 1182/1                              |
| 98                                     | Дзвіниця церкви Різдва Пресвятої Богородиці (дер.)                         |                                    | 1926 р.                   | с. Яворів                                 | 1182/2                              |
| Надвірнянський район                   |                                                                            |                                    |                           |                                           |                                     |
| 99                                     | Анно-зачатіївська церква (верхня) (дер.)                                   |                                    | 1746 р.                   | с. Білі Ослави                            | 1184/1                              |
| 100                                    | Дзвіниця Анно-зачатіївської церкви (дер.)                                  |                                    | 1922 р.                   | с. Білі Ослави                            | 1184/2                              |
| 101                                    | Церква Св. Дмитрія (нижня) (дер.)                                          |                                    | 1835 р.                   | с. Білі Ослави                            | 1185/1                              |
| 102                                    | Дзвіниця церкви Св. Дмитрія (дер.)                                         |                                    | 1835 р.                   | с. Білі Ослави                            | 1185/2                              |
| 103                                    | Церква Св. Юрія (дер.)                                                     |                                    | 1924 р.                   | с. Бистриця                               | 1183/1                              |
| 104                                    | Дзвіниця церкви Св. Юрія (дер.)                                            |                                    | 1924 р.                   | с. Бистриця                               | 1183/2                              |
| 105                                    | Церква Успіння Пресвятої Богородиці (дер.)                                 |                                    | 1739-1793 рр.             | с. Гвізд                                  | 1186/1                              |
| 106                                    | Дзвіниця церкви Успіння Пресвятої Богородиці (дер.)                        |                                    | 1793 р.                   | с. Гвізд                                  | 1186/2                              |
| 107                                    | Церква Різдва Пресвятої Богородиці (дер.)                                  |                                    | 1620 р.                   | смт. Делятин, вул. Ковпака, 1а            | 236/1                               |
| 108                                    | Дзвіниця церкви Різдва Пресвятої Богородиці (дер.)                         |                                    | 1785 р.                   | смт. Делятин, вул. Ковпака, 1а            | 236/2                               |
| 109                                    | Церква Йоана Хрестителя (дер.)                                             |                                    | 1820 р.                   | с. Назавизів                              | 1187/1                              |
| 110                                    | Дзвіниця церкви Йоана Хрестителя (дер.)                                    |                                    | 1820 р.                   | с. Назавизів                              | 1187/2                              |
| 111                                    | Замок                                                                      |                                    | к. 16ст.                  | с. Пнів                                   | 240                                 |
| Рогатинський район і м. Рогатин        |                                                                            |                                    |                           |                                           |                                     |
| 112                                    | Церква Св. Миколая (дер.)                                                  |                                    | 1729 р.                   | вул. Святомиколаївська                    | 1188/1                              |
| 113                                    | Дзвіниця церкви Св. Миколая (дер.)                                         |                                    | 1729 р.                   | вул. Святомиколаївська                    | 1188/2                              |
| 114                                    | Церква Різдва Пресвятої Богородиці                                         | Церква Різдва Пресвятої Богородиці | 12-14 ст.                 | пл. Роксолани, 19                         | 242/1                               |
| 115                                    | Мури з брамами                                                             |                                    | 13-14 ст.                 | пл. Роксолани, 19                         | 242/2                               |
| 116                                    | Святодухівська церква (дер.)                                               |                                    | 1598 р.                   | вул. Коцюбинського, 8                     | 243                                 |
| 117                                    | Миколаївський костел (костел Св. Йосифа)                                   |                                    | 1666р.                    | вул. Галицька, 60                         | 244                                 |
| 118                                    | Церква Воздвиження Чесного Хреста (дер.)                                   |                                    | 18 ст.                    | с. Загір'я                                | 1190                                |
| 119                                    | Церква Св. Дмитрія                                                         |                                    | 1724 р.                   | с. Заланів                                | 1189/1                              |
| 120                                    | Дзвіниця церкви Св. Дмитрія (дер.)                                         |                                    | 1724 р.                   | с. Заланів                                | 1189/2                              |
| 121                                    | Церква Св. Миколая (дер.)                                                  |                                    | 1775 р.                   | с. Калинівка (Уїзд)                       | 1191/1                              |
| 122                                    | Дзвіниця Миколаївської церкви (дер.)                                       |                                    | 1737 р.                   | с. Калинівка (Уїзд)                       | 1191/2                              |
| 123                                    | Церква Св. Миколая (дер.)                                                  |                                    | 16-17 ст.                 | с. Кліщівна                               | 1192                                |
| 124                                    | Садиба та парк                                                             |                                    | 18 ст.                    | с. Приозерне                              | 1193/0                              |
| 125                                    | Палац Садиба Реїв                                                          |                                    | д.п.19ст.                 | с. Приозерне                              | 1193/1                              |
| 126                                    | Брама                                                                      |                                    | 1822р.                    | с. Приозерне                              | 1193/2                              |
| 127                                    | Шпихлір                                                                    |                                    | к. 18 ст.                 | с. Приозерне                              | 1193/З                              |
| 128                                    | Стайня                                                                     |                                    | к. 18 ст.                 | с. Приозерне                              | 1193/4                              |
| 129                                    | Садиба та парк                                                             |                                    | 18 ст.                    | с. Приозерне                              | 1193/5                              |
| 130                                    | Церква Св. Василія Великого (дер.)                                         |                                    | 16 ст.-1733 р.            | с. Черче                                  | 247                                 |
| 131                                    | Церква Св. Михаїла (дер.)                                                  |                                    | 1775 р.                   | с. Уїзд                                   | 1191-д/1                            |
| 132                                    | Дзвіниця церкви Св. Михаїла (дер.)                                         |                                    | 1775 р.                   | с. Уїзд                                   | 1191-д/2                            |
| 133                                    | Церква Св. Миколая                                                         |                                    | 15-16 ст.                 | с. Чесники                                | 1194                                |
| Рожнятівський район                    |                                                                            |                                    |                           |                                           |                                     |
| 134                                    | Доменна піч                                                                |                                    | 1810 р.                   | Урочище Ангелів ( Осмолодська с/р)        | 1196                                |
| 135                                    | Церква Св. Миколая (дер.)                                                  |                                    | 1760 р.                   | с. Сливки                                 | 1195/1                              |
| 136                                    | Дзвіниця церкви Св. Миколая (дер.)                                         |                                    | 19 ст.                    | с. Сливки                                 | 1195/2                              |
| Снятинський район                      |                                                                            |                                    |                           |                                           |                                     |
| 137                                    | Церква св. Миколая (дер.)                                                  |                                    | 1853 р.                   | с. Устя                                   | 1197/1                              |
| 138                                    | Дзвіниця церкви св. Миколая (дер.)                                         |                                    | 1853 р.                   | с. Устя                                   | 1197/2                              |
| 139                                    | Церква Успіння Пресвятої Богородиці (дер.)                                 |                                    | 1854 р.                   | с. Хлібичин                               | 1198/1                              |
| 140                                    | Дзвіниця церкви Успіння Пресвятої Богородиці (дер.)                        |                                    | 1826-1855 рр.             | с. Хлібичин                               | 1198/2                              |
| Тисменицький район смт. Тисмениця      |                                                                            |                                    |                           |                                           |                                     |
| 141                                    | Церква Різдва Пресвятої Богородиці (дер.)                                  |                                    | 1736 р.                   | вул. Монастирська                         | 237-д/1                             |
| 142                                    | Дзвіниця церкви Різдва Пресвятої Богородиці (дер.)                         |                                    | 1715 р.                   | вул. Монастирська                         | 1157-д                              |
| 143                                    | Дзвіниця церкви Різдва Пресвятої Богородиці                                |                                    | 18 ст.                    | вул. Монастирська                         | 237-д/2                             |
| м. Яремча                              |                                                                            |                                    |                           |                                           |                                     |
| 144                                    | Церква Чуда Св. Архистратига Михаїла (дер.)                                |                                    | 17 ст.                    | передм. Дора вул. Кам'янка                | 238                                 |
| 145                                    | Церква Йоана Милостивого (дер.)                                            |                                    | 18 ст.                    | передм. Ямна вул. Свободи, 304            | 1138/1                              |
| 146                                    | Дзвіниця церкви Іоана Милостивого (дер )                                   |                                    | 18 ст.                    | вул. Ковпака, 2                           | 1138/2                              |
| Яремчанська м/р                        |                                                                            |                                    |                           |                                           |                                     |
| 147                                    | Церква Різдва Пресвятої Богородиці (дер.)                                  |                                    | 1615 р.                   | смт. Ворохта, вул. Довбуша, 1             | 235                                 |
| 148                                    | Церква Св.Дмитрія (дер.)                                                   |                                    | 18 ст.                    | с. Татарів                                | 1139/1                              |
| 149                                    | Дзвіниця церкви Св. Дмитрія (дер.)                                         |                                    | 18 ст.                    | с. Татарів                                | 1139/2                              |
| 150                                    | Церква Пресвятої Трійці (дер.)                                             |                                    | 1863 р.                   | с. Микуличин                              | 1140/1                              |
| 151                                    | Дзвіниця церкви Пресвятої Трійці (дер.)                                    |                                    | 18 ст.                    | с. Микуличин                              | 1140/2                              |